# Väckelsångs kyrka
Väckelsångs kyrka är en kyrkobyggnad som tillhör Väckelsångs församling i Växjö stift. Kyrkan ligger i samhället Väckelsång 13 kilometer norr om Tingsryd.

## Historik

### Gamla kyrkan
Väckelsångs gamla kyrka låg fram till år 1828 ungefär 1 km nordost om den nya kyrkan. Kyrkan var byggd i romansk stil och byggdes under tidig medeltid. Väckelsång nämns i skrift på 1330-talet . Den medeltida kyrkan var en rektangulär kyrka av salstyp. Koret var tresidigt med en yngre sakristia på norra sidan av koret. Ett vapenhus fanns möjligen på sydsidan som hade två ingångar. Kyrkans murar var uppbyggda som skalmurar av tuktad marksten med en kärna av mindre stenar lagda i kalkbruk. Kyrkan var 21 meter lång, 7,7 meter bred, med en uppskattad höjd på 6 meter. Den bäst bevarade delen av byggnaden är långhusets västra gavelvägg varav en halv meter kvarstår.
1976 gjordes en arkeologisk undersökning av Väckelsångs gamla kyrka. Kyrkans plan stämde med en planritning som bevarats från 1700-talet. En fyrkantig tillbyggnad i väster vars murrester inte låg i förband med kyrkans långhus var en överraskning. Det kan ha varit ett västtorn eller lämningar av en äldre kyrka på platsen. Enligt allmogen i socknen blev kyrkan nedbränd av danskarna under 1500-talet. Den byggdes då åter upp på samma stenstomme omkring 1640. Gamla dokument berättar att nedbränningen hade orsakat många sprickor i kyrkans murar. Det är möjligt att kyrkan före 1640 kan ha haft ett torn eller haft ett något annat utseende. Kyrkans grundplan har efter gråvningen markerats i ytan med flata stenar. Kyrkan hade varit målad eftersom undersökningen påvisade rester av målad puts på västra gavelns yttervägg.

### Nuvarande kyrkan
Kyrkan uppfördes 1827–1828 och ersatte en medeltidskyrka som låg cirka 1 kilometer åt nordost. (se Väckelsångs socken) Den gamla kyrkan hade redan 1797 dömts ut. Ritningar till en ny kyrka hade upprättats. Arbetet med igångsättandet av nybygget drog emellertid ut på tiden. Det dröjde 30 år tills arbetet med den nya kyrkan tog sin början. Ytterligare nya ritningar beställdes hos Överintendentsämbetet  som utarbetades av arkitekt Jacob Wilhelm Gerss. Församlingen var emellertid inte nöjd med Gerss utformning av kyrkobyggnaden. Istället önskade man en kyrka i likhet med det ritningsförslag som utförts till den närliggande Nöbbele kyrka som uppfördes under samma tid. Den 6 augusti 1827 lades emellertid grundstenen till den nya kyrkan av kronprins Oscar som gjorde ett uppehåll i Väckelsång på sin färd till Karlskrona.
Den nyklassicistika kyrkan består av rektangulärt långhus med en rakslutande korvägg och en bakomliggande sakristia. Huvudingången går genom tornets bottenvåning. Ännu en ingång finns vid långhusets södra sida. Inmurad i kyrkans sydöstra mur finns en förgylld järnkrona till minne av den kungliga grundläggningen 1827. Kyrkans tak är belagt med kopparplåt. Tornet kröns av en lanternin som är försedd med tornur.
Interiören är av salkyrkotyp med tunnvalv som binder samman långhus och kor. De höga fönstren låter ljuset flöda in i kyrkorummet. Vid arkitekt Axel Lindgrens yttre och inre renovering av kyrkan 1906-1907 dekorerades korväggen med målningar av kyrkomålaren Ludvig Frid medan J Miller försåg taket med dekor. Vid renoveringen 1937 under arkitekt Paul Bobergs ledning togs större delarna av Frids målningar bort förutom två mindre tavlor över sakristidörrarna. 1993 fick interiören en ljusare färgskala efter förslag av arkitekt Jörgen Ellfors.
Kyrkans orientering avviker från den första grundidén i kyrkobyggnadskonsten där koret alltid är förlagt i öster och tornet i väster. Koret är tvärtom beläget i väster och tornbyggnaden i öster. Detta var inte alls ovanligt under 1800-talets nybyggnadsperiod, eftersom man såg mer till de praktiska förhållandena än de traditionella. Att orientera kyrkan efter byggnadsplatsens förhållanden ansåg biskop Esaias Tegnér som rationellt och vällovligt. Ty säger Tegnér: "Sannerligen, Herrans härlighet har inga väderstreck". Tegnér blev på grund av sjukdom förhindrad att inviga kyrkan. Istället fick domprosten Christopher Isac Heurlin förrätta invigningsakten vilket skedde den 11 juni 1832. Vid detta tillfälle föredrog Heurlin det tal som Tegnér utarbetat.

## Inventarier
- Altartavlan är en gåva till kyrkan av kronprins Oscar (senare Oscar I). Tavlan är utförd av Salomon Andersson 1829 och är en kopia efter  Rubens målning i Vårfrukatedralen i Antwerpen. Motivet är  "Kristi nedtagande från korset".

- Altartavlan omramas av en altaruppställning bestående av två   pilastrar  som bär upp ett tresidigt överstycke.
- Halvcirkelformad altarring från kyrkans byggnadstid.

- Två målningar på korväggen utförda av Ludvig Frid   1907.
- Dopfunt,åttakantig, snidad i av trä och försedd med lock.

- Predikstolen från 1828 är utförd i rundformad empirestil,rikt förgylld och dekorerad med symboler i form av kors, ankare, budtavlor med olivkvistar och nattvardskalk.
- Två mindre skulpturer på vardera sidan om altaret föreställande Petrus och Paulus.

- Bänkinredning med dörrar mot mittgången. Ombyggda 1966-67.
- Orgelläktare med utsvängt mittstycke. Utvidgad 1937.

## Bildgalleri

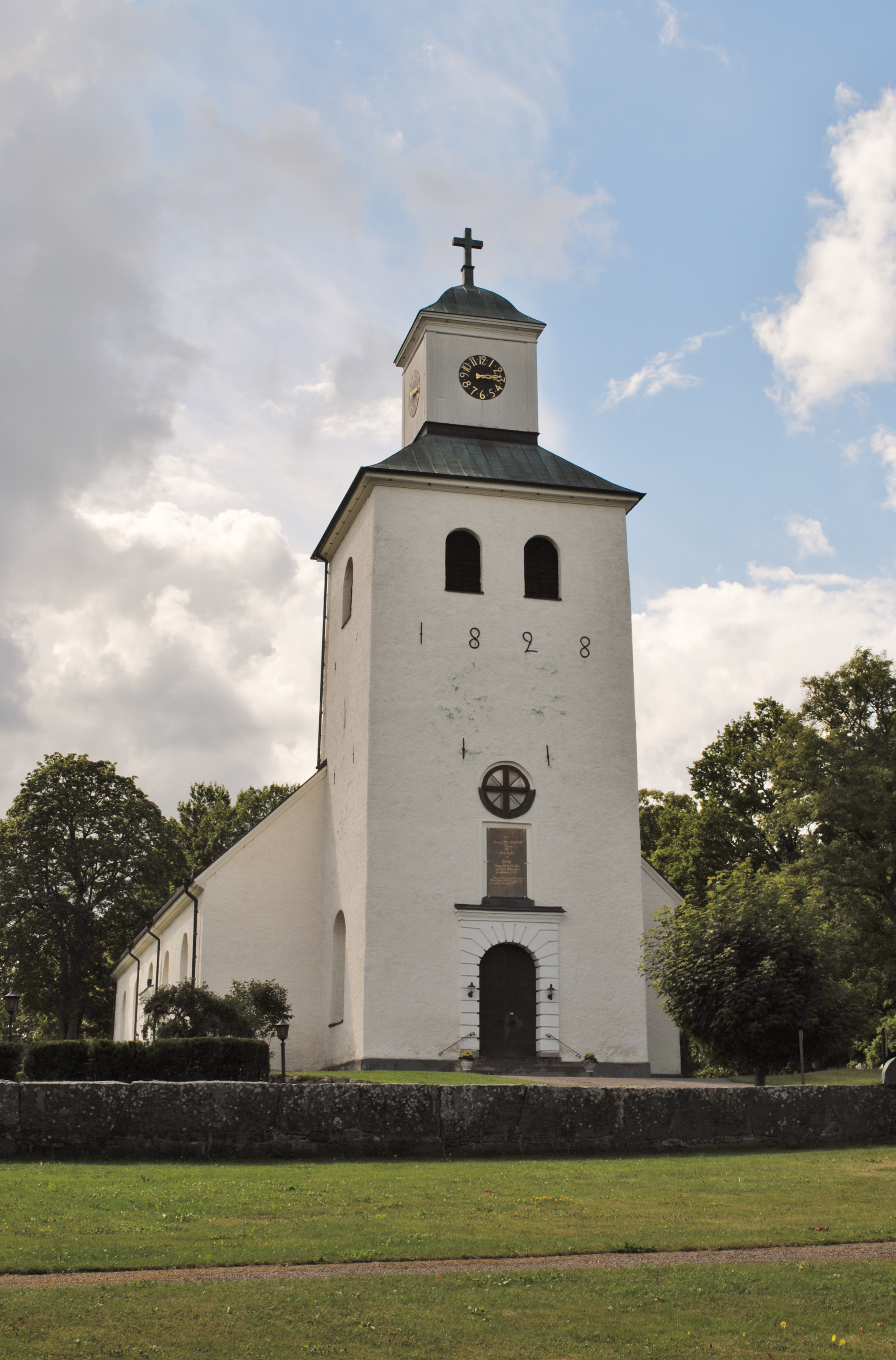
Exteriör från öster.
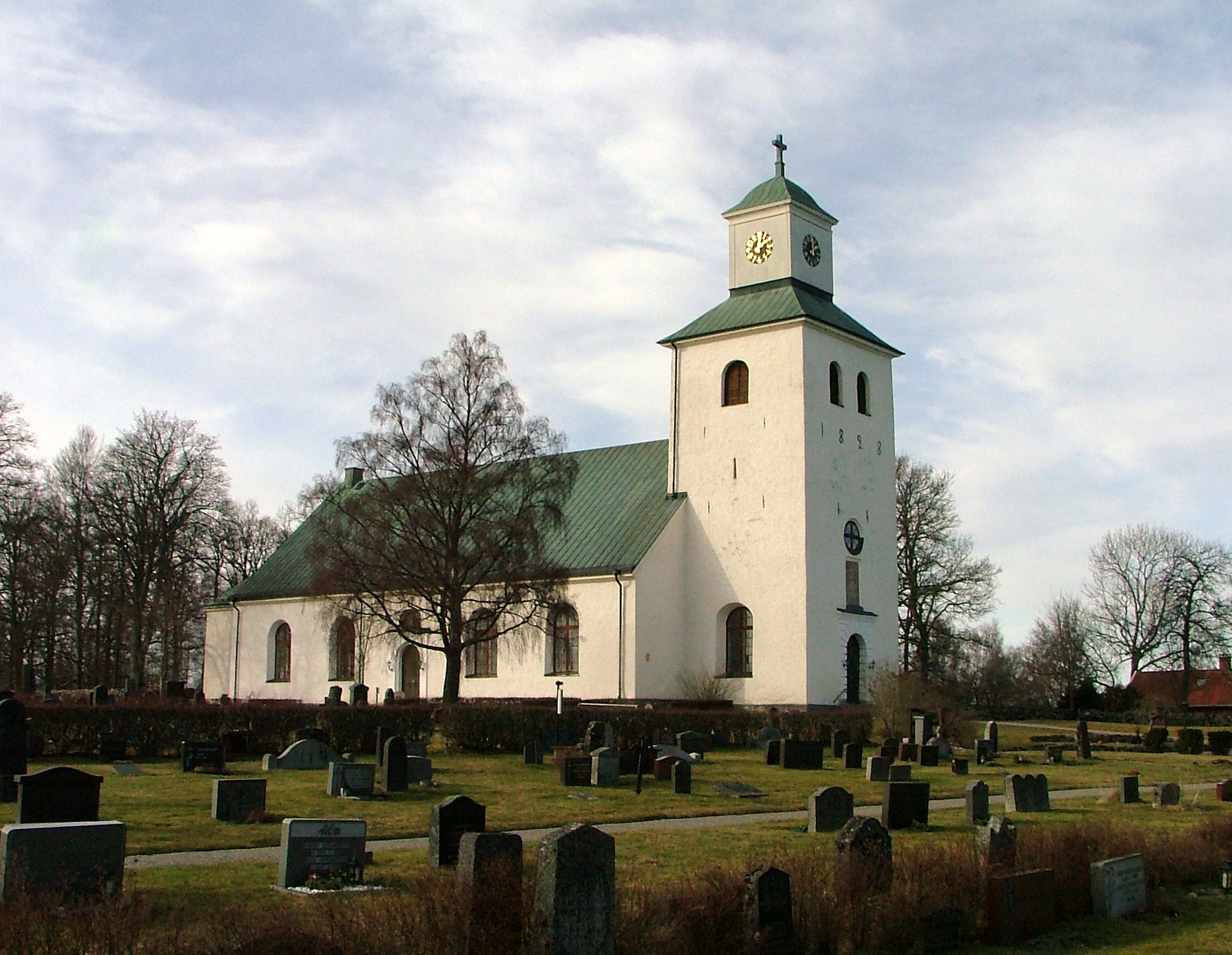
Kyrkan från sydöst.
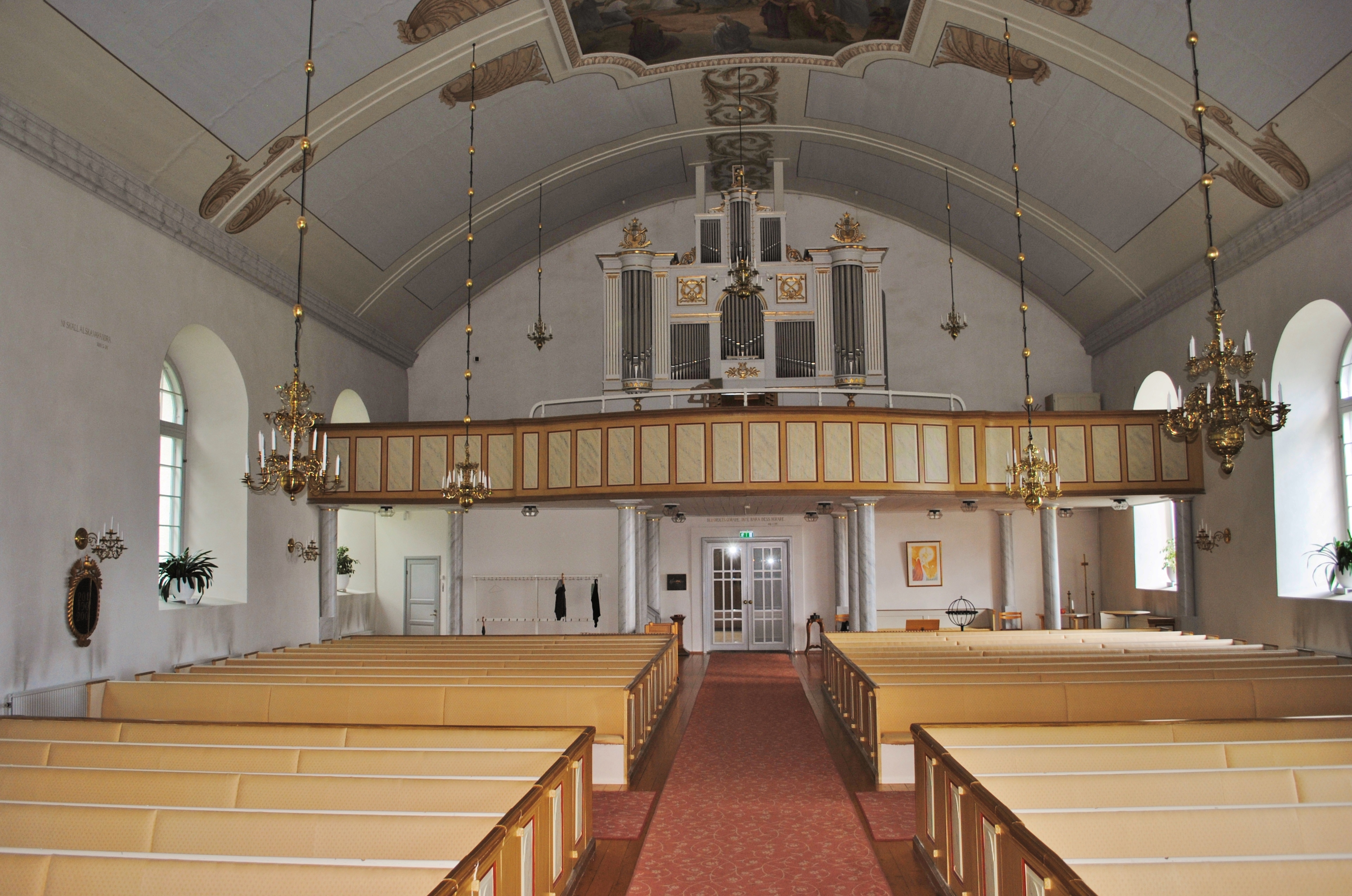
Interiör med orgelläktaren.
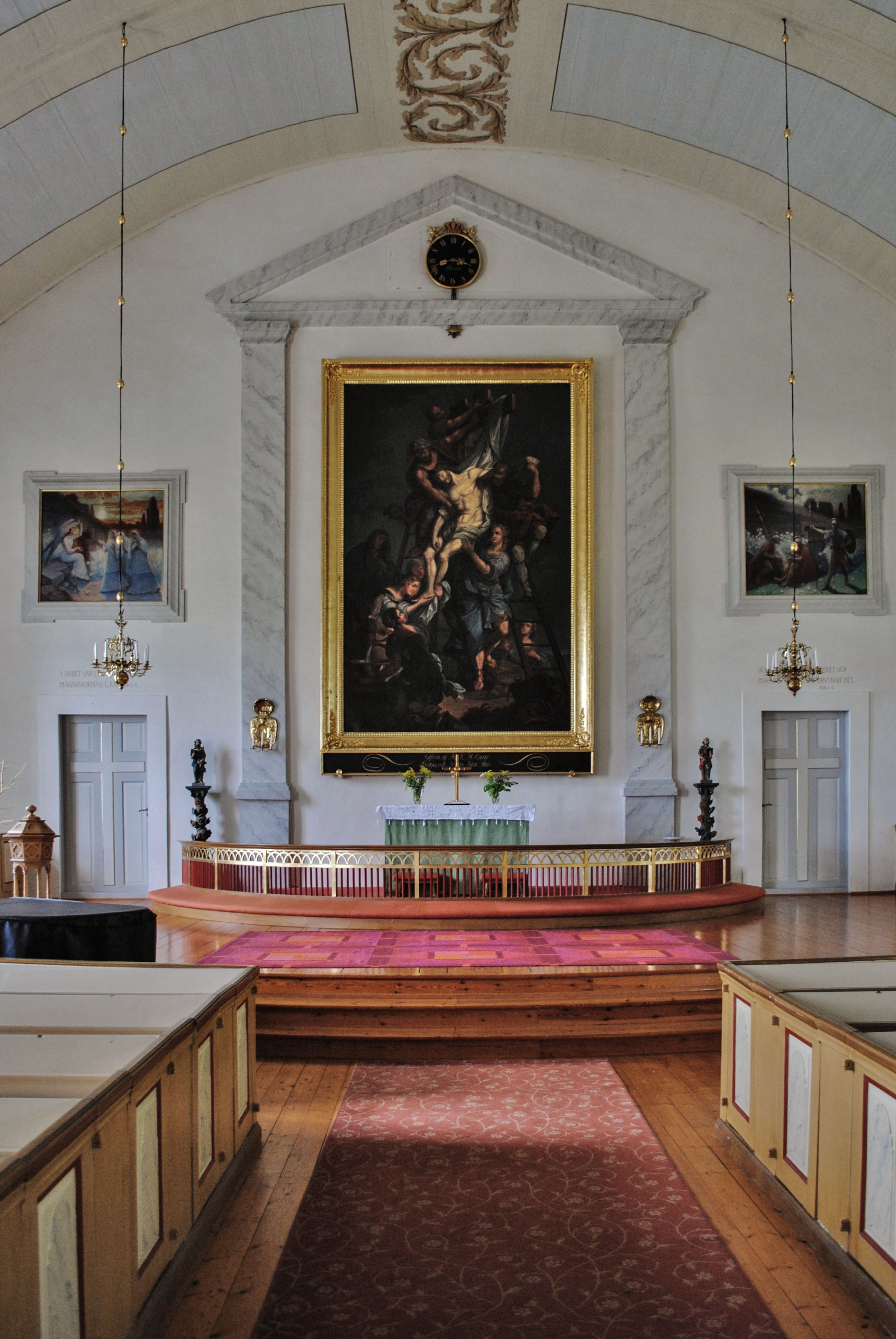
Koret med Oscar I:s altartavla och Ludvig Frids målningar.
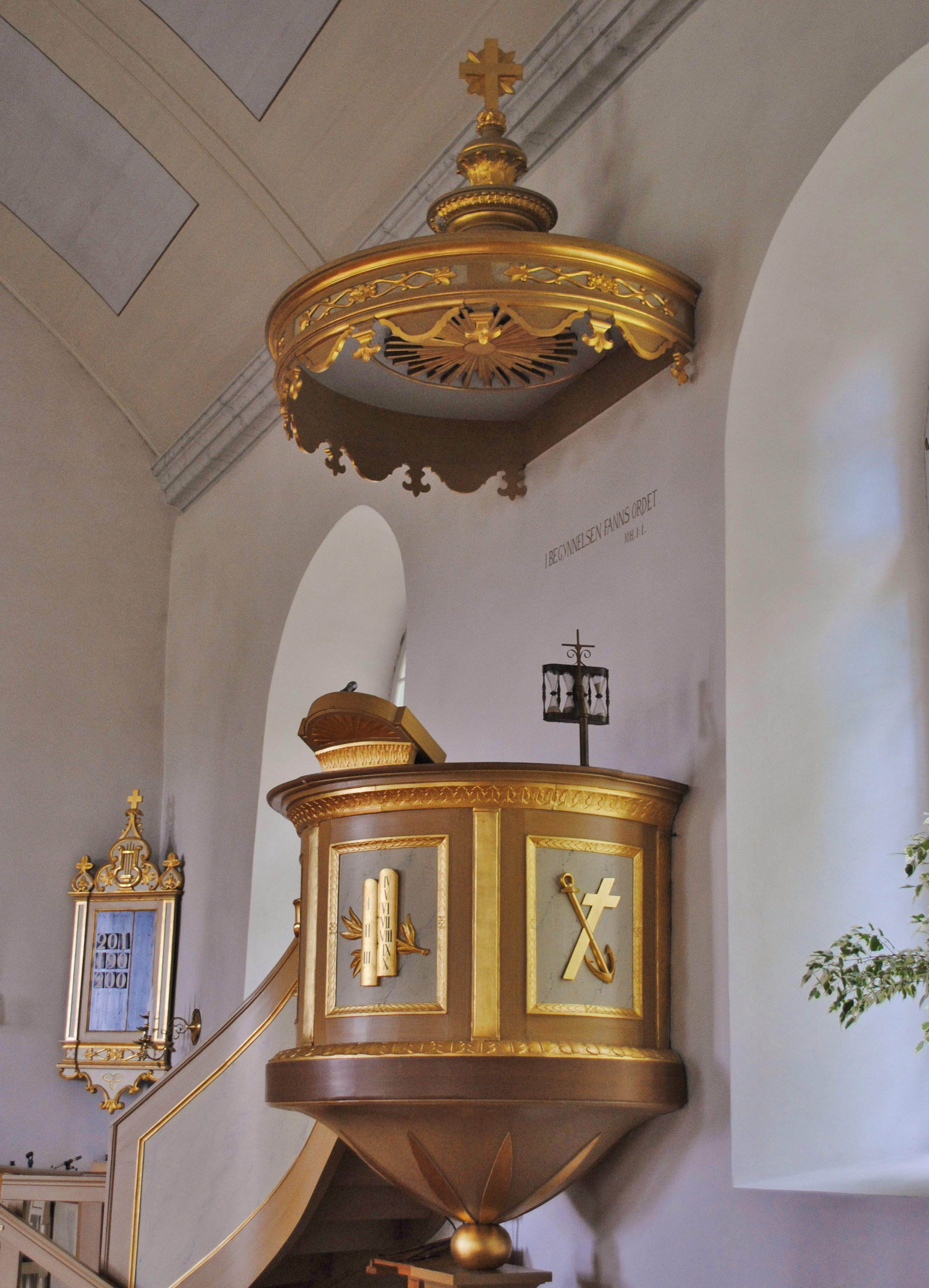
Predikstolen i empirestil.
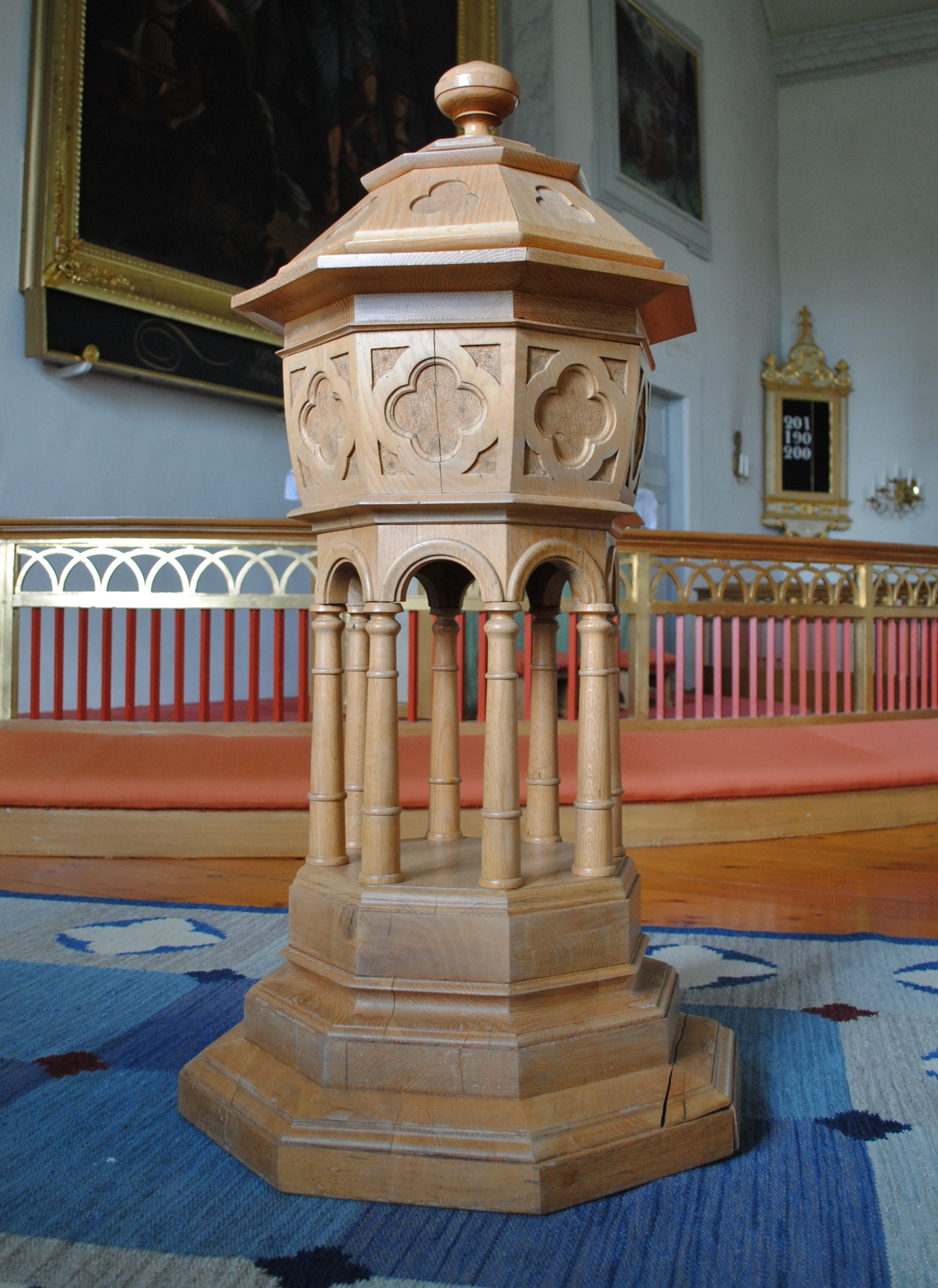
Dopfunten.
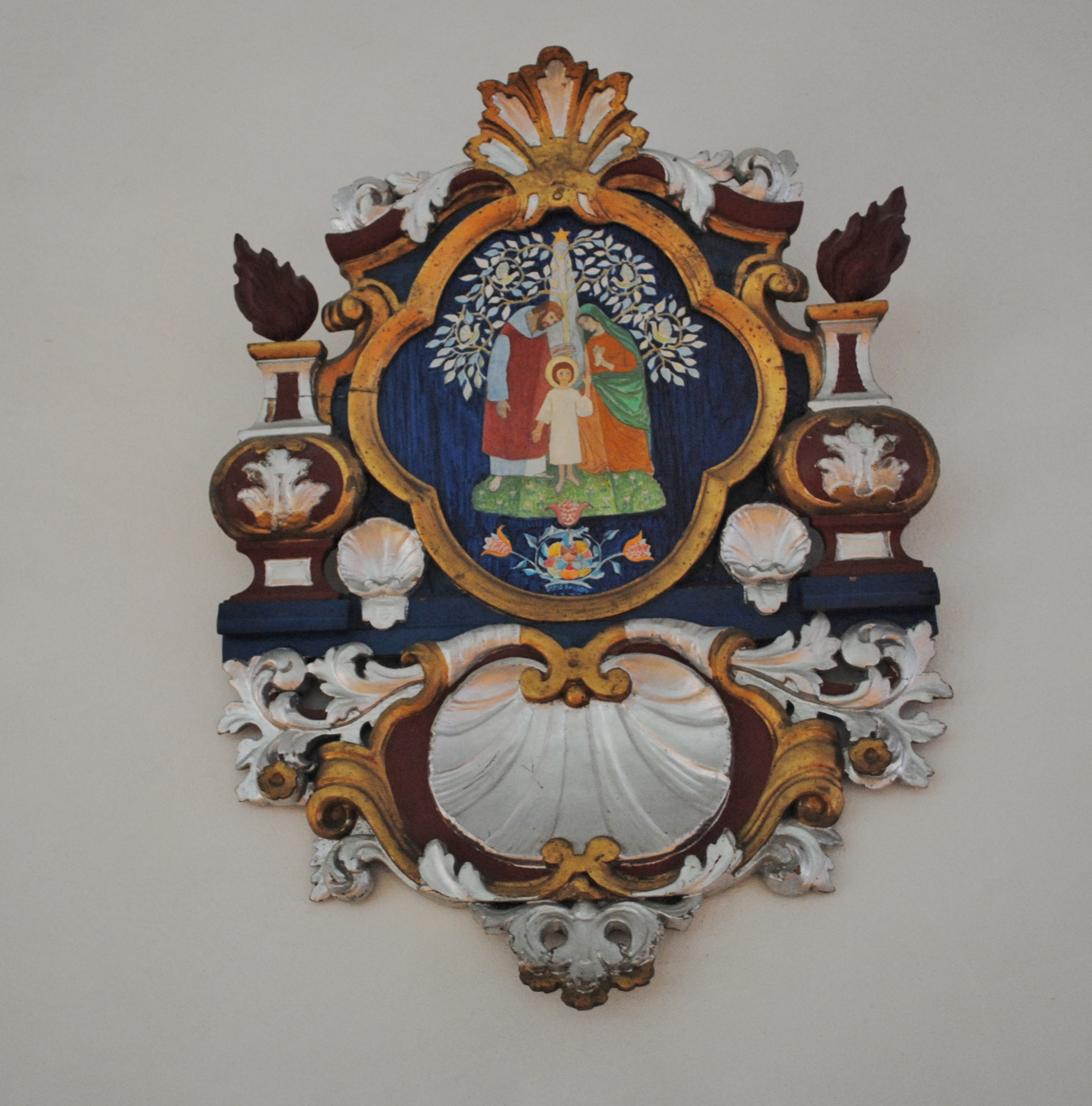
Dekor vid dopaltaret.
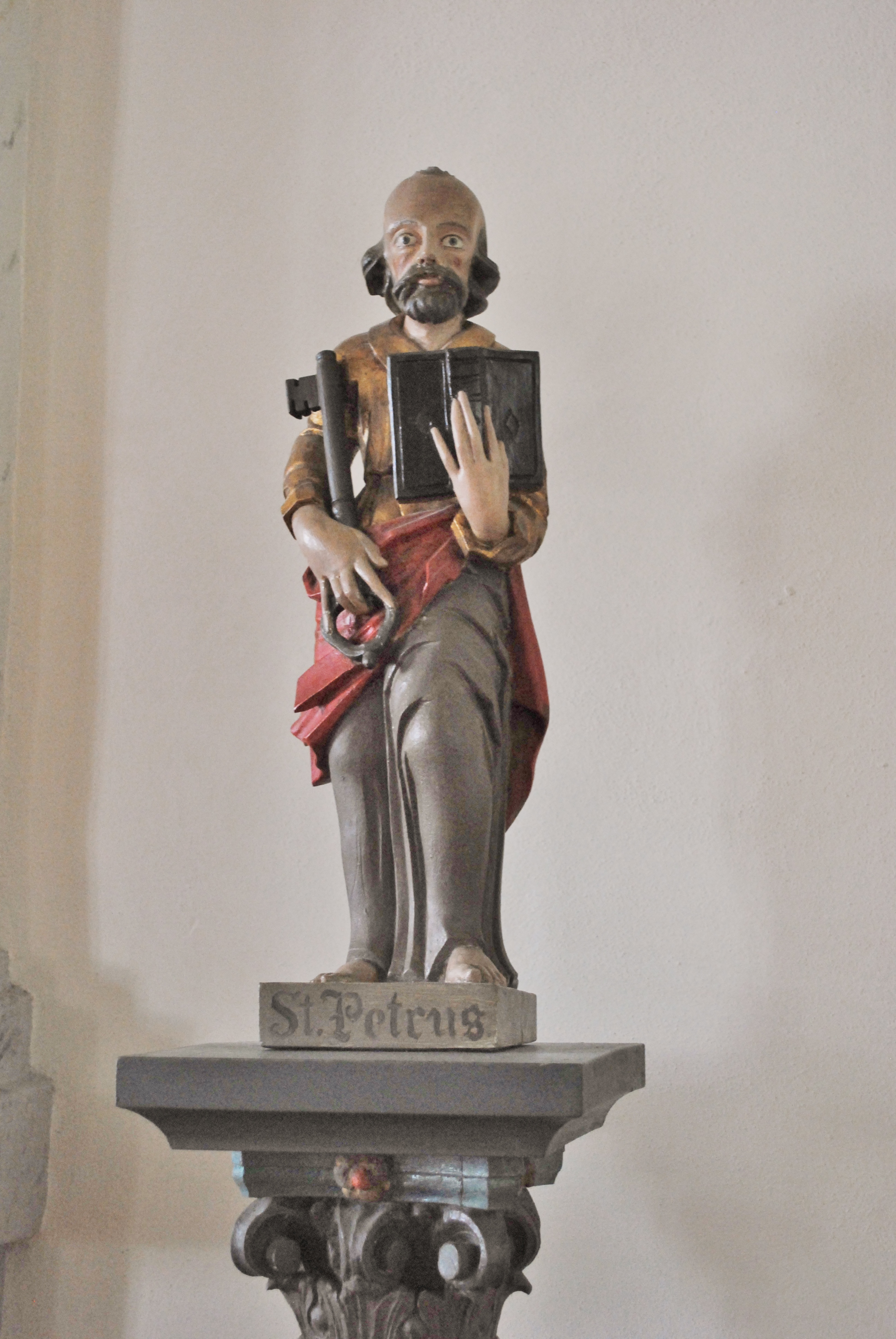
Sankt Petrus.
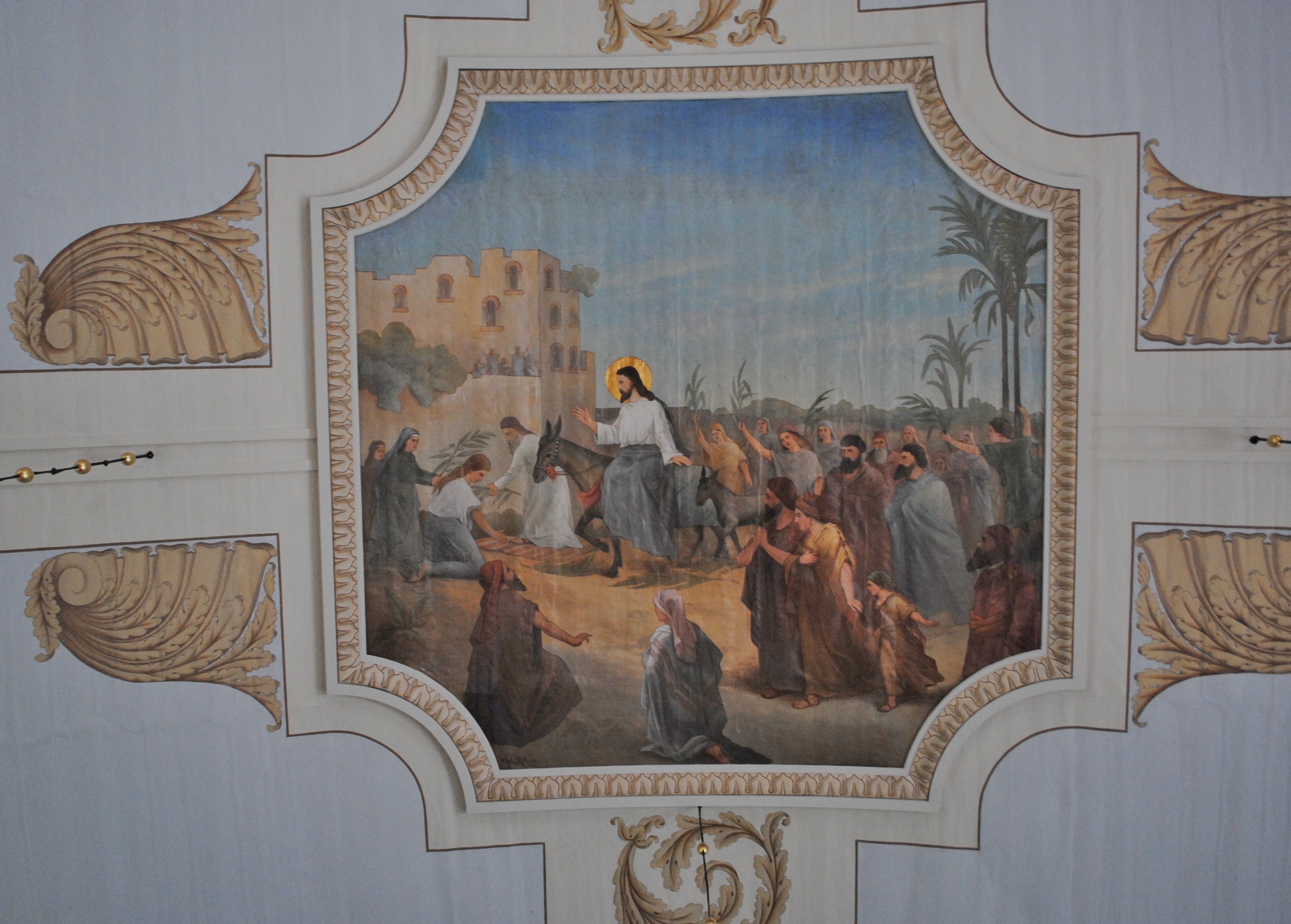
Takdekor av J Miller:Kristi intåg i Jerusalem.
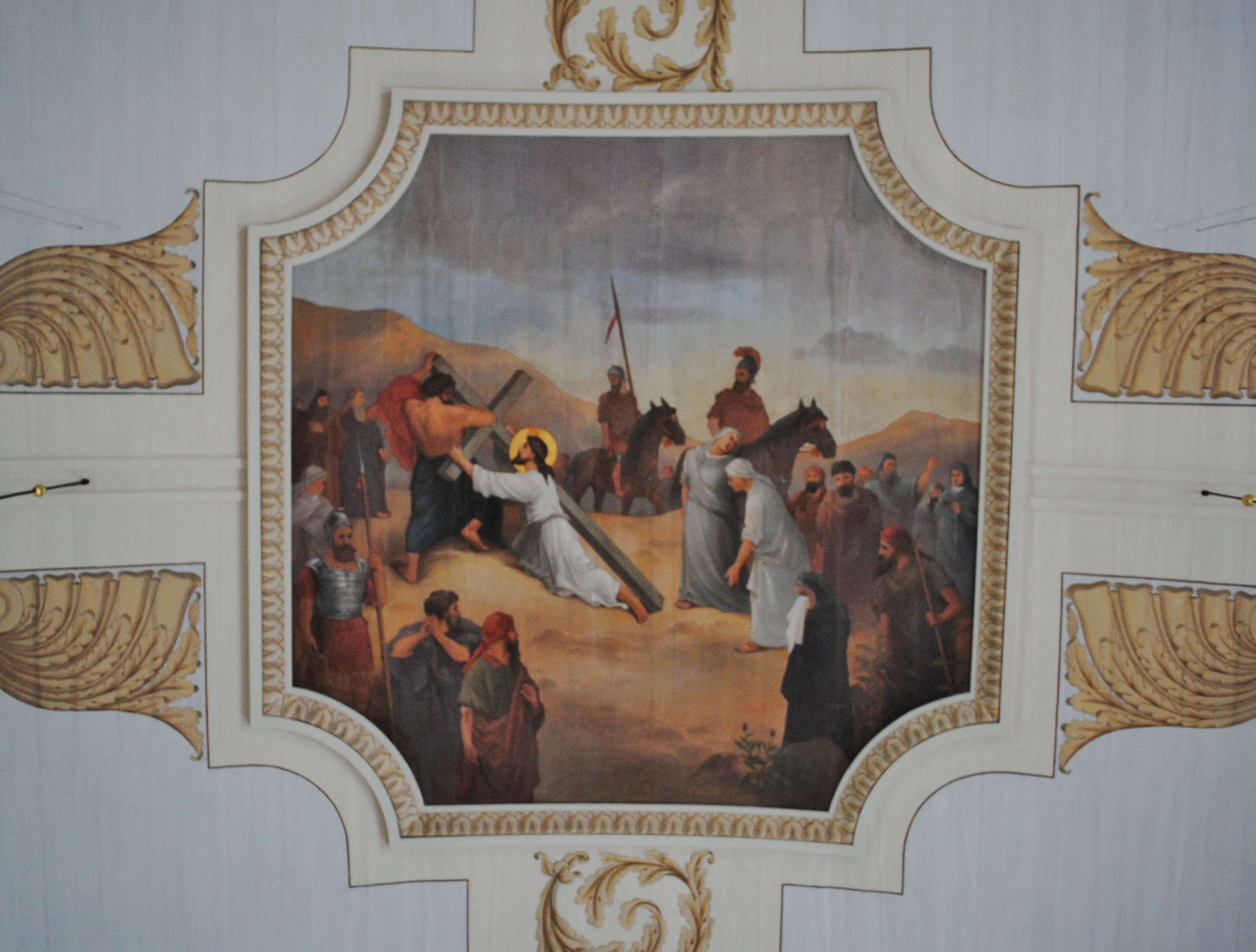
Takdekor : Kristus bär korset.

## Orgel

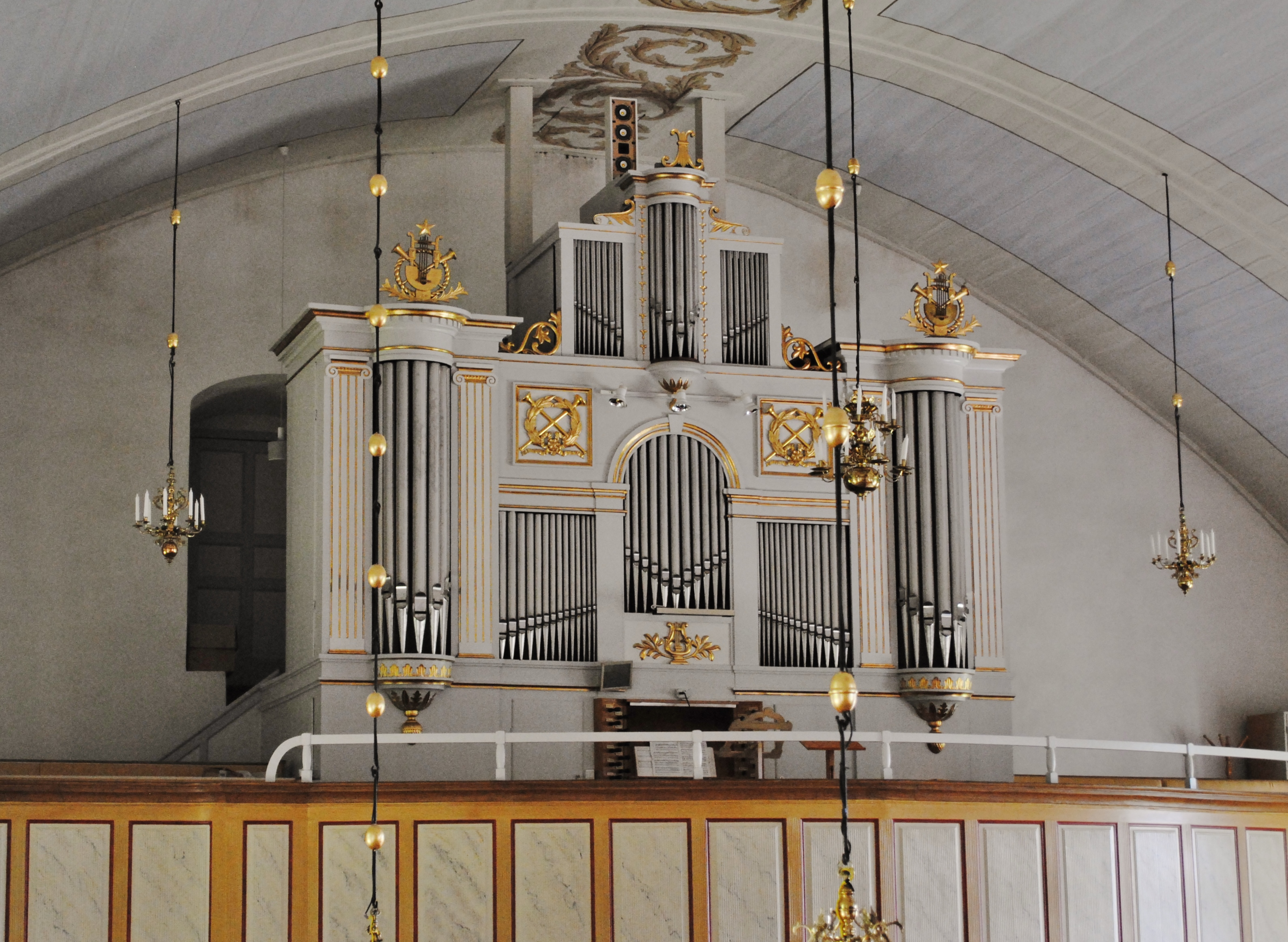
Läktarorgeln med 1844 års fasad

- Orgeln anskaffades 1844, byggd av Johan Magnus Blomqvist.
- En större renovering och ombyggnad av orgeln utfördes 1873 av Carl August Johansson i Hovmantorp, orgeln fick då 16 stämmor.
- Orgelverket är ersatt av ett nytt 1956 byggt av Olof Hammarberg, Göteborg. Orgeln är mekanisk.

Disposition:
| Huvudverk I      | Svällverk II      | Pedal        | Koppel |
| Principal 8'     | Trägedakt 8'      | Subbas 16'   | I/P    |
| Gedackt 8'       | Principal 4'      | Principal 8' | II/P   |
| Oktava 4'        | Flöjt 4'          | Gedackt 8'   | II/I   |
| Oktavianflöjt 4' | Svegel 2'         | Oktava 4'    |        |
| Oktava 2'        | Quintadena 2'     | Nachthorn 2' |        |
| Sesquialtera II  | Nasat 1 1/3'      | Fagott 16'   |        |
| Mixtur III       | Krumhorn8'        |              |        |
| Trumpet 8'       | Tremulant         |              |        |
|                  | Crescendosvällare |              |        |